# Copa Integración (Maldonado)
La Copa integración fue una competición internacional de fútbol amistosa organizada por la Intendencia de Maldonado (Uruguay), en la cual resultó campeón el Cerro Porteño de Paraguay. La copa tuvo 4 participantes de 3 países: Liverpool F.C. y River Plate de Uruguay, Vélez Sarsfield de Argentina y Cerro Porteño de Paraguay.

## Sistema de competición
El sistema de competición constó de dos grupos, A y B. Cada grupo tuvo dos equipos: por el A jugaron Cerro Porteño y Vélez Sarsfield y por el B, Liverpool F.C. y River Plate. Los ganadores de cada grupo disputaron la final y los perdedores jugaron por el tercer puesto.

## Resultados

### Grupo A
| 18 de enero de 2013 | Vélez Sarsfield | 2:4 | Cerro Porteño | Estadio Domingo Burgueño Miguel, Montevideo |  |

### Grupo B
| 17 de enero de 2013 | Liverpool F.C. | 0:3 | River Plate | Estadio Domingo Burgueño Miguel, Montevideo |  |

### Tercer puesto
| 20 de enero de 2013 | Liverpool F.C. | 1:0 | Vélez Sarsfield | Estadio Domingo Burgueño Miguel, Montevideo |  |

### Final
| 20 de enero de 2013 | Cerro Porteño | 1:1 (5:3 pen.) | River Plate | Estadio Domingo Burgueño Miguel, Montevideo |  |